# LPDDR
Bộ nhớ truy cập ngẫu nhiên động đồng bộ tốc độ dữ liệu gấp đôi tiết kiệm năng lượng (Low-Power Double Data Rate Synchronous Dynamic Random Access Memory) còn gọi là LPDDR SDRAM, Low Power DDR, Mobile DDR hay mDDR là một loại SDRAM tốc độ dữ liệu gấp đôi cho máy tính di động.

## Độ rộng bus
Giống như SDRAM tiêu chuẩn, mỗi thế hệ của LPDDR đã tăng gấp đôi kích thước tìm nạp nội bộ và tốc độ truyền tải bên ngoài. Tốc độ truyền tối đa là:
|                                              | LPDDR1       | LPDDR1E      | LPDDR2       | LPDDR2E      | LPDDR3       | LPDDR3E      | LPDDR4       | LPDDR4E      | LPDDR5       |
| -------------------------------------------- | ------------ | ------------ | ------------ | ------------ | ------------ | ------------ | ------------ | ------------ | ------------ |
| Đồng hồ mảng bộ nhớ (tốc độ truy cập nội bộ) | 200 MHz      | 266.67 MHz   | 200 MHz      | 266.67 MHz   | 200 MHz      | 266.67 MHz   | 200 MHz      | 266.67 MHz   | ?            |
| Kích thước nạp trước                         | 2n           | 2n           | 4n           | 4n           | 8n           | 8n           | 16n          | 16n          | 16n          |
| Tần số đồng hồ bus I/O                       | 200 MHz      | 266.67 MHz   | 400 MHz      | 533.33 MHz   | 800 MHz      | 1067 MHz     | 1600 MHz     | 2134 MHz     | ?            |
| Tốc độ truyền dữ liệu (DDR)                  | 400 MT/s     | 533.33 MT/s  | 800 MT/s     | 1066.67 MT/s | 1600 MT/s    | 2133.33 MT/s | 3200 MT/s    | 4266.67 MT/s | 6400 MT/s    |
| Điện áp cung cấp                             | 1.8 V        | 1.8 V        | 1.2 V, 1.8 V | 1.2 V, 1.8 V | 1.2 V, 1.8 V | 1.2 V, 1.8 V | 1.1 V, 1.8 V | 1.1 V, 1.8 V | 1.1 V, 1.8 V |
| Lệnh/địa chỉ bus                             | 19 bits, SDR | 19 bits, SDR | 10 bits, DDR | 10 bits, DDR | 10 bits, DDR | 10 bits, DDR | 6 bits, SDR  | 6 bits, SDR  | ?            |

## Thế hệ

### LPDDR nguyên bản
LPDDR nguyên bản (đôi khi được gọi là LPDDR1) là một dạng DDR SDRAM được sửa đổi một chút với một số thay đổi để giảm mức tiêu thụ năng lượng tổng thể.
Đáng kể nhất, điện áp cung cấp đã giảm từ 2,5 xuống 1,8 V. Tiết kiệm bổ sung đến từ việc làm mới bù nhiệt độ (DRAM yêu cầu làm mới ít thường xuyên hơn ở nhiệt độ thấp), tự làm mới một phần mảng và chế độ "giảm điện sâu", hy sinh tất cả bộ nhớ nội dung.  Ngoài ra, chip nhỏ hơn, sử dụng ít diện tích bảng mạch hơn so với tương đương không di động của chúng. Samsung và Micron là hai trong số các nhà cung cấp chính của công nghệ này, được sử dụng trong các thiết bị máy tính bảng và điện thoại như iPhone 3GS, iPad đời đầu, Samsung Galaxy Tab 7.0 và Motorola Droid X.

### LPDDR2

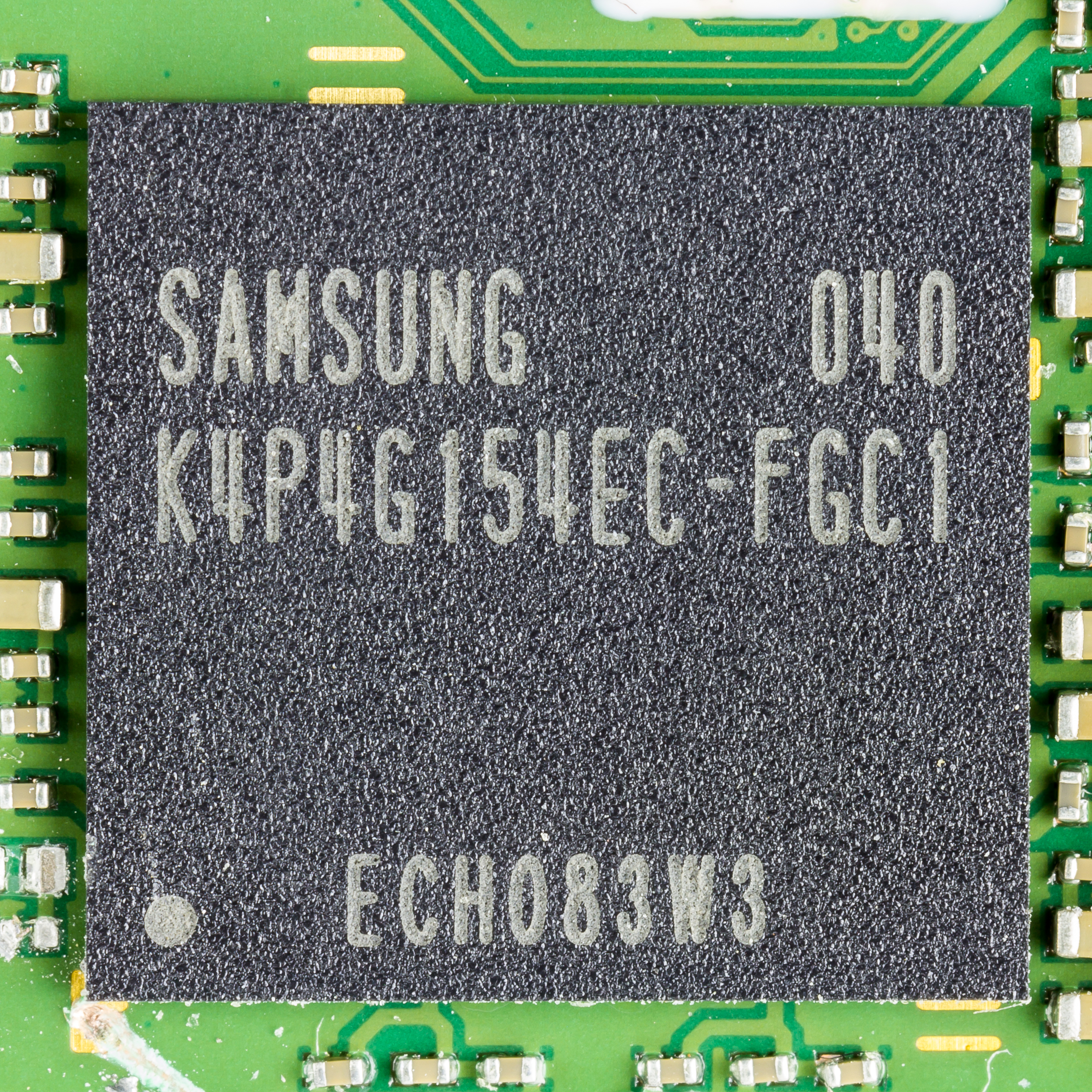
Samsung K4P4G154EC-FGC1

Một tiêu chuẩn JEDEC mới JESD209-2E xác định giao diện LPDDR được điều chỉnh mạnh mẽ hơn.  Nó không tương thích với DDR1 hoặc DDR2 SDRAM, nhưng có thể chứa một trong hai:
- LPDDR2-S2: Bộ nhớ tìm nạp trước 2n (như DDR1),
- LPDDR2-S4: Bộ nhớ tìm nạp trước 4n (như DDR2) hoặc
- LPDDR2-N: Bộ nhớ không bay hơi (NAND flash).

| CK |     | CA0 (RAS) | CA1 (CAS) | CA2 (WE) | CA3      | CA4 | CA5 | CA6 | CA7 | CA8 | CA9                                       |  | Operation |
| ↗  | H   | H         | H         | —        | —        | —   | —   | —   | —   | —   | NOP                                       |  |           |
| ↘  | —   | —         | —         | —        | —        | —   | —   | —   | —   | —   | NOP                                       |  |           |
| ↗  | H   | H         | L         | H        | H        | —   | —   | —   | —   | —   | Precharge all banks                       |  |           |
| ↘  | —   | —         | —         | —        | —        | —   | —   | —   | —   | —   | Precharge all banks                       |  |           |
| ↗  | H   | H         | L         | H        | L        | —   | —   | BA0 | BA1 | BA2 | Precharge one bank                        |  |           |
| ↘  | —   | —         | —         | —        | —        | —   | —   | —   | —   | —   | Precharge one bank                        |  |           |
| ↗  | H   | H         | L         | H        | A30      | A31 | A32 | BA0 | BA1 | BA2 | Preactive (LPDDR2-N only)                 |  |           |
| ↘  | A20 | A21       | A22       | A23      | A24      | A25 | A26 | A27 | A28 | A29 | Preactive (LPDDR2-N only)                 |  |           |
| ↗  | H   | H         | L         | L        | —        | —   | —   | —   | —   | —   | Burst terminate                           |  |           |
| ↘  | —   | —         | —         | —        | —        | —   | —   | —   | —   | —   | Burst terminate                           |  |           |
| ↗  | H   | L         | H         | reserved | reserved | C1  | C2  | BA0 | BA1 | BA2 | Read (AP=auto-precharge)                  |  |           |
| ↘  | AP  | C3        | C4        | C5       | C6       | C7  | C8  | C9  | C10 | C11 | Read (AP=auto-precharge)                  |  |           |
| ↗  | H   | L         | L         | reserved | reserved | C1  | C2  | BA0 | BA1 | BA2 | Write (AP=auto-precharge)                 |  |           |
| ↘  | AP  | C3        | C4        | C5       | C6       | C7  | C8  | C9  | C10 | C11 | Write (AP=auto-precharge)                 |  |           |
| ↗  | L   | H         | R8        | R9       | R10      | R11 | R12 | BA0 | BA1 | BA2 | Activate (R0–14=Row address)              |  |           |
| ↘  | R0  | R1        | R2        | R3       | R4       | R5  | R6  | R7  | R13 | R14 | Activate (R0–14=Row address)              |  |           |
| ↗  | L   | H         | A15       | A16      | A17      | A18 | A19 | BA0 | BA1 | BA2 | Activate (LPDDR2-N only)                  |  |           |
| ↘  | A5  | A6        | A7        | A8       | A9       | A10 | A11 | A12 | A13 | A14 | Activate (LPDDR2-N only)                  |  |           |
| ↗  | L   | L         | H         | H        | —        | —   | —   | —   | —   | —   | Refresh all banks (LPDDR2-Sx only)        |  |           |
| ↘  | —   | —         | —         | —        | —        | —   | —   | —   | —   | —   | Refresh all banks (LPDDR2-Sx only)        |  |           |
| ↗  | L   | L         | H         | L        | —        | —   | —   | —   | —   | —   | Refresh one bank (Round-robin addressing) |  |           |
| ↘  | —   | —         | —         | —        | —        | —   | —   | —   | —   | —   | Refresh one bank (Round-robin addressing) |  |           |
| ↗  | L   | L         | L         | H        | MA0      | MA1 | MA2 | MA3 | MA4 | MA5 | Mode register read (MA0–7=Address)        |  |           |
| ↘  | MA6 | MA7       | —         | —        | —        | —   | —   | —   | —   | —   | Mode register read (MA0–7=Address)        |  |           |
| ↗  | L   | L         | L         | L        | MA0      | MA1 | MA2 | MA3 | MA4 | MA5 | Mode register write (OP0–7=Data)          |  |           |
| ↘  | MA6 | MA7       | OP0       | OP1      | OP2      | OP3 | OP4 | OP5 | OP6 | OP7 | Mode register write (OP0–7=Data)          |  |           |

### LPDDR3
Tháng 5 năm 2012, JEDEC công bố tiêu chuẩn thiết bị bộ nhớ năng lượng thấp JESD209-3.

### LPDDR4
Vào ngày 14 tháng 3 năm 2012, JEDEC đã tổ chức một hội nghị để khám phá các yêu cầu thiết bị di động trong tương lai sẽ thúc đẩy các tiêu chuẩn sắp tới như LPDDR4. Ngày 30 tháng 12 năm 2013, Samsung đã thông báo rằng họ đã phát triển LPDDR4 loại 8 gibibit (1 GiB) đầu tiên có khả năng truyền dữ liệu với tốc độ 3.200 Mb/s trên mỗi pin, do đó cung cấp hiệu suất cao hơn 50% so với LPDDR3 nhanh nhất và tiêu thụ năng lượng ít hơn khoảng 40% ở 1,1 V.
| First cycle (CS=H) | First cycle (CS=H) | First cycle (CS=H) | First cycle (CS=H) | First cycle (CS=H) | First cycle (CS=H) |     | Second cycle (CS=L) | Second cycle (CS=L) | Second cycle (CS=L) | Second cycle (CS=L) | Second cycle (CS=L) | Second cycle (CS=L)                              |  | Operation |
| CA5                | CA4                | CA3                | CA2                | CA1                | CA0                | CA5 | CA4                 | CA3                 | CA2                 | CA1                 | CA0                 |                                                  |  | Operation |
| L                  | L                  | L                  | L                  | L                  | L                  | —   | —                   | —                   | —                   | —                   | —                   | No operation                                     |  |           |
| H                  | L                  | L                  | L                  | L                  | L                  | 0   | OP4                 | OP3                 | OP2                 | OP1                 | 1                   | Multi-purpose command                            |  |           |
| AB                 | H                  | L                  | L                  | L                  | L                  | —   | —                   | —                   | BA2                 | BA1                 | BA0                 | Precharge (AB=all banks)                         |  |           |
| AB                 | L                  | H                  | L                  | L                  | L                  | —   | —                   | —                   | BA2                 | BA1                 | BA0                 | Refresh (AB=All banks)                           |  |           |
| —                  | H                  | H                  | L                  | L                  | L                  | —   | —                   | —                   | —                   | —                   | —                   | Self-refresh entry                               |  |           |
| BL                 | L                  | L                  | H                  | L                  | L                  | AP  | C9                  | —                   | BA2                 | BA1                 | BA0                 | Write-1 (+CAS-2)                                 |  |           |
| —                  | H                  | L                  | H                  | L                  | L                  | —   | —                   | —                   | —                   | —                   | —                   | Self-refresh exit                                |  |           |
| 0                  | L                  | H                  | H                  | L                  | L                  | AP  | C9                  | —                   | BA2                 | BA1                 | BA0                 | Masked Write-1 (+CAS-2)                          |  |           |
| —                  | H                  | H                  | H                  | L                  | L                  | —   | —                   | —                   | —                   | —                   | —                   | (reserved)                                       |  |           |
| BL                 | L                  | L                  | L                  | H                  | L                  | AP  | C9                  | —                   | BA2                 | BA1                 | BA0                 | Read-1 (+CAS-2)                                  |  |           |
| C8                 | H                  | L                  | L                  | H                  | L                  | C7  | C6                  | C5                  | C4                  | C3                  | C2                  | CAS-2                                            |  |           |
| —                  | —                  | H                  | L                  | H                  | L                  | —   | —                   | —                   | —                   | —                   | —                   | (reserved)                                       |  |           |
| OP7                | L                  | L                  | H                  | H                  | L                  | MA5 | MA4                 | MA3                 | MA2                 | MA1                 | MA0                 | Mode Register Write-1 and -2 MA=Address, OP=Data |  |           |
| OP6                | H                  | L                  | H                  | H                  | L                  | OP5 | OP4                 | OP3                 | OP2                 | OP1                 | OP0                 | Mode Register Write-1 and -2 MA=Address, OP=Data |  |           |
| —                  | L                  | H                  | H                  | H                  | L                  | MA5 | MA4                 | MA3                 | MA2                 | MA1                 | MA0                 | Mode Register Read (+CAS-2)                      |  |           |
| —                  | H                  | H                  | H                  | H                  | L                  | —   | —                   | —                   | —                   | —                   | —                   | (reserved)                                       |  |           |
| R15                | R14                | R13                | R12                | L                  | H                  | R11 | R10                 | R16                 | BA2                 | BA1                 | BA0                 | Activate-1 and -2                                |  |           |
| R9                 | R8                 | R7                 | R6                 | H                  | H                  | R5  | R4                  | R3                  | R2                  | R1                  | R0                  | Activate-1 and -2                                |  |           |

#### LPDDR4X
Bộ phận bán dẫn Samsung đã đề xuất một biến thể LPDDR4 có tên LPDDR4X. LPDDR4X giống hệt LPDDR4 ngoại trừ năng lượng bổ sung được tiết kiệm bằng cách giảm điện áp I/O (Vddq) từ 1,1 V xuống 0,6 V.

### LPDDR5
Vào ngày 19 tháng 2 năm 2019, JEDEC đã xuất bản JESD209-5, Tiêu chuẩn cho Tốc độ dữ liệu gấp đôi tiết kiệm năng lượng 5 (LPDDR5).